# ジュリエット・ジェリン
ジュリエット・ジェリン（Juliette Gelin、2001年11月2日 - ）は、フランスの女子バレーボール選手。ポジションはリベロ。フランス代表。

## 来歴
- クラブチーム

モンペリエ出身。11歳のときにバレーボールをはじめた。2018年、France Avenirへ入団し2年間プレーした。2020年、Volley-Ball Club Chamalièresへ入団し、1年間プレーした。2021年5月、RCカンヌへ移籍し、2021/22、2022/23シーズンのフランスカップでは2年連続で準優勝した。また、2022/23シーズンのフランス国内リーグではベストリベロ賞を受賞した。2023年、Levallois Paris Saint-Cloudへ移籍し、2023/24シーズンのフランス国内リーグではチームを優勝へ導き、自身はMVPとベストリベロ賞を受賞した。2024年5月、イタリアセリエA1のヴェロ・バレー・ミラノへ移籍が発表された。
- 代表チーム

アンダーカテゴリーの代表として2018年のU-19欧州選手権に出場し4位となった。2019年、シニア代表に初選出され、同年の欧州選手権でデビュー。2021年、欧州選手権に出場し7位となった。2022年、ヨーロッパゴールデンリーグで金メダルを獲得した。2023年、チャレンジャーカップに出場し優勝を果たした。同年9月の欧州選手権に出場し6位となった。2024年、ネーションズリーグ、パリ五輪に出場した。

## 球歴
- 欧州選手権 - 2021年
- チャレンジャーカップ - 2022年

## 受賞歴
- 2023年　2022/23フランスリーグA ベストリベロ賞
- 2024年　2023/24フランスリーグA  MVP、ベストリベロ賞

## 所属クラブ
- France Avenir（2018-2020年）
- Volley-Ball Club Chamalières（2020-2021年）
- RCカンヌ（2021-2023年）
- Levallois Paris Saint-Cloud（2023-2024年）
- ヴェロ・バレー・ミラノ（2024-）